# ベイナイト
ベイナイト（英: bainite、米国の冶金学者エドガー・ベインに由来する）は炭素鋼や低合金鋼の等温保持或いは連続冷却の熱処理により生じる金属組織（相ではない）の一つである。
中間組織（独: Zwischenstufengefüge、英: intermediate structure）または中間段階変態生成物（組織）（独: Zwischenstufen Umwandlungsprodukt、英: intermediate stage transformation products）、或いはその頭文字Zwの語は特にドイツ語圏において「広義の」ベイナイトとほぼ同じ意味で用いられる。これはミクロ組織の生成する温度及び冷却速度がパーライト変態とマルテンサイト変態の間にあることによる。つまりZwは「狭義の」ベイナイトを含む変態組織の総称であるから、Zwの意味でベイナイトを用いるのは適切でない。ドイツ語圏では用語の問題を避けるために、以前からZwと呼ばれてきたのである。
この温度域においては、マルテンサイト変態の急激な結晶構造の変化（無拡散変態）と拡散変態が結びついて、異なる変態機構が起こりうる。冷却速度及び炭素量、合金元素とその結果としての変態温度への依存性から、「広義の」ベイナイトは固有の形態を持たない。ベイナイトには、パーライトと同様にフェライト相（α）とセメンタイト相（Fe3C）が含まれているものの、その形や大きさ、分散状況が大きく異なる。ベイナイト組織の形態として、上部ベイナイト（或いはグラニュラーベイナイト）及び下部ベイナイトの区別が知られている。
オーステンパー或いは等温変態におけるベイナイト変態は、オーステナイト（γ）化に続く焼入れ中のMs点（マルテンサイト変態開始温度）以上の温度（約250-550℃、合金元素にあまり依存しない）で起こる。この時パーライト変態が起きないレベルの冷却速度を選ばなければならない。Ms点以上の温度に保持することで、オーステナイトはほぼ全てベイナイトに変態する。
オーステナイト結晶粒界又は不完全性によるウムクラップ過程（熱ゆらぎ）から、炭素が過飽和した体心立方格子（Bcc格子）を持つフェライト粒が生成する。フェライト粒内の球状或いは楕円状セメンタイトが生成する際のBcc格子の速い拡散のために、下部ベイナイトでは速い速度で炭素が吐き出される。一方、上部ベイナイトにおいてはオーステナイトと同程度の速度で炭素の拡散と炭化物の生成が進む。
上部ベイナイトはベイナイト変態温度域の高い側で生成し、マルテンサイト組織を思わせるよく類似した針状組織を持つ。結晶粒界における炭素の拡散が有利であるために、針状のフェライトが拡散変態して生成される。このとき不規則かつ不連続なセメンタイトが生成される。この不規則な分布のために、このミクロ組織はたいてい粒状組織として観察される。このミクロ組織はしばしばパーライト組織或いはウイドマンステッテン組織と混同されることがあるが、不適切である。
下部ベイナイトは等温保持或いは連続冷却でベイナイト変態温度域の低い温度側で生成する。このミクロ組織においては、下部ベイナイトのフェライトとセメンタイトの生成が進んでいくとともに、残ったオーステナイトに炭素が濃縮され（てMs点が上昇し、オーステナイトがマルテンサイト変態す）るために、針状のベイナイト‐マルテンサイト混合組織となる。オーステンパーを用いた場合、残留応力が減少するとともに靱性が改善され、亀裂感受性が改善されるともに、複雑な形状のミクロ組織が得られる。

ベイナイト変態が起きる範囲の温度と時間の模式図（ここでは一例として球状黒鉛鋳鉄を示す）
(1) 焼入れマルテンサイト
(2) 等温保持によるベイナイト
(3) 連続冷却によるベイナイト
(4) パーライト変態範囲
(5) ベイナイト変態域

## ベイナイトのミクロ組織形態

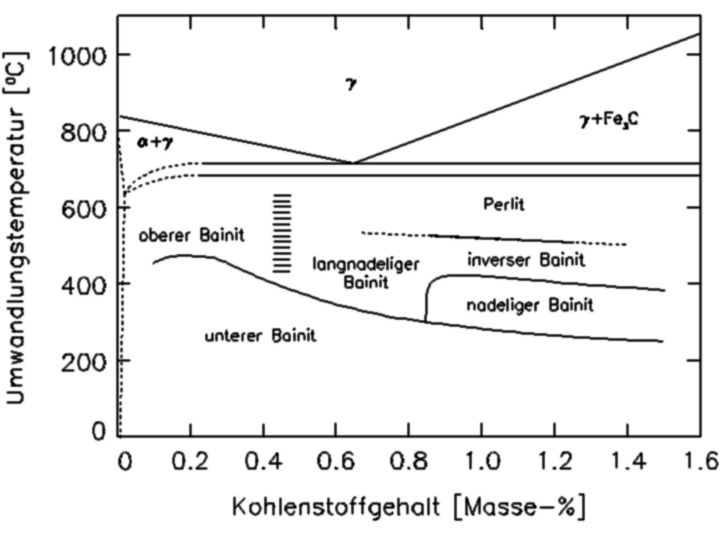
図1: ベイナイトのミクロ組織形態

ベイナイトは等温保持及び連続冷却において、パーライト変態温度以下からマルテンサイト変態温度までの温度で変態して生成するミクロ組織である。ベイナイトは大きく上部ベイナイト及び下部ベイナイトが知られる。上部ベイナイトはパケット内で揃った針状のフェライトからなり、ラス間にフィルム状に連続的に並んだ炭化物は個々の針状フェライト（ベイニティックフェライトプレート）の方向と平行に並んで観察される。下部ベイナイトは板状のフェライトからなるが、その炭化物はフェライトと60°の角度で並んでいる。その他のベイナイト形態、例えば逆ベイナイトやグラニュラー（粒状）ベイナイト、針状ベイナイトといった変態は、特定の条件で発生する（図1に強調して示す）。

## ベイナイトの変態機構の説明
現在のベイナイトの変態機構の説明は文献により大きく三種類に分かれており、混乱を生む原因となっている。分類は
- ミクロ組織による説明
- 動力学的な説明（過去）
- 表面起伏による説明

と分けることができる。前者は拡散説（diffusionからD説とも）、後二説は剪断説（shearからS説、若しくはマルテンサイト説やdisplace説、無拡散説、diffusionless説）と呼ばれる。このような説明が並立することから、特定の相変態現象としてのベイナイト変態に、一般的な合意がないことが容易に理解されよう。

### ミクロ組織による説明
この説明では鉄基材料のベイナイトのフェライト及び炭化物をラメラーでない共析生成物とする。ここでベイナイト中の二つの相は、初析フェライトと、フェライトから吐き出された炭素が変態の界面で炭化物になったものとみなされる。この説では第二相の分散状況について熱力学的或いは動力学的な説明をやや欠いており、例えば珪素鋼での変態停留をうまく説明できない。こういった但し書きはつくものの、この説明は低炭素鋼や非鉄金属におけるベイナイト変態をよく説明できる。

### 動力学的な説明
この説明はTTT図（等温変態曲線、英: time temperature transformation diagram）及びCCT図（連続冷却変態曲線、英: continuous cooling transformation diagram）上に、パーライト変態のC曲線とは別の、ベイナイト変態の開始点と終了点のC曲線があるとする。以前の剪断説の主流であった。この考えはベイナイト変態は合金元素の影響による変態停留域の存在により、パーライト変態と分けられるべきとする。しかし動力学的な説明は、いくつかの鋼において変態停留が起きないことを説明できない。遅くとも1990年代には廃れた説である。

### 表面起伏による説明
この説明はベイナイト変態とマルテンサイト変態の関連性が表面起伏に反映されていると見る。この考えでは板状のベイナイトとして観察される相（ベイニティックフェライトプレート）が、オーステナイトの剪断によりできたもの、つまりMs点以上でできたマルテンサイトと同様であるとし、ベイナイト変態は相界面の移動を通じた非熱的な原子の移動であるとする。ここで変態率は剪断の前後のオーステナイト中の侵入型原子の拡散によって決まる。この説明は中高炭素鋼の変態をよく説明でき、ベイナイト変態の比較多数説であるものの、低炭素鋼や非鉄金属の変態をうまく説明できない。また、ウイドマンステッテン組織のように、拡散変態でも表面起伏が起こることは留意する必要がある。

## 核生成

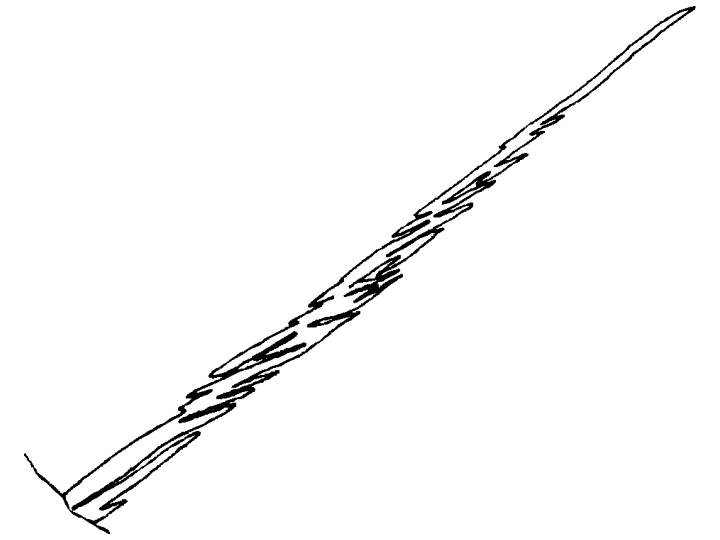
図2: ベイニティックフェライトのサブユニット

ベイニティックフェライトラス（の束・シーフ）は厚い側の端となっているオーステナイト粒界を起点として長く伸びた板状をしている。その内部は図2に示すように、炭化物や残留オーステナイトで区切られたフェライトのサブユニットを含んでいる。互いのサブユニットがぶつかった場所は小傾角境界と、細い板或いは板状の形で観察され、ナバロ（Nabarro）の観察結果によるとこれらの領域では引張応力が働いている（図3に電子顕微鏡像を示す）。プレーンな亜共析鋼及び含珪素過共析鋼の下部及び上部ベイナイトの生成が、炭素が過飽和したフェライトから起きることが認められている。珪素を含まないプレーンな過共析鋼のみは、高い変態温度においてセメンタイトも変態の起点となる。その一つが逆ベイナイトである。
ベイニティックフェライトの核生成は熱格子振動と格子欠陥のために大抵オーステナイト粒界にて起きる。核が臨界半径以上に成長すると、核はサブユニットに成長する。新たな（二次的な）核生成は最初のベイニティックフェライトとの界面で起きる。オーステナイト中の核生成は、そこで核生成に必要なエネルギーが炭素の濃化があるにも拘わらず、高いエネルギーのα－γ界面から低いエネルギーのα－α界面に置き換えられる。ベイニティックフェライトの成長速度は平衡温度の低下に伴い増加する。これは、サブユニットの成長が止まり、すぐに相界面に新たな核を生成するために、サブユニットが小さくかつ数がより多くなるためである。サブユニットの大きさは元のオーステナイト粒径及びベイニティックフェライトプレートの成長と関係がある。これはオーステナイト粒界と既存のベイニティックフェライトにより制約されるためである。他方、オルソン（Olson）及びバーデシア（Bhadeshia）、コーヘン（Cohen）らの最近の研究では、核の存在を基に、ベイナイトの核生成はマルテンサイトのそれと似ていると報告している。核成長を可能とする臨界半径が存在することは受け入れられており、核生成の問題は核成長に帰着することになる。二次的な核生成は、ベイニティックフェライトプレートの成長において、ベイニティックフェライトプレート先端近傍のオーステナイト中にひずみを引き起こすことを説明する。

## 核成長

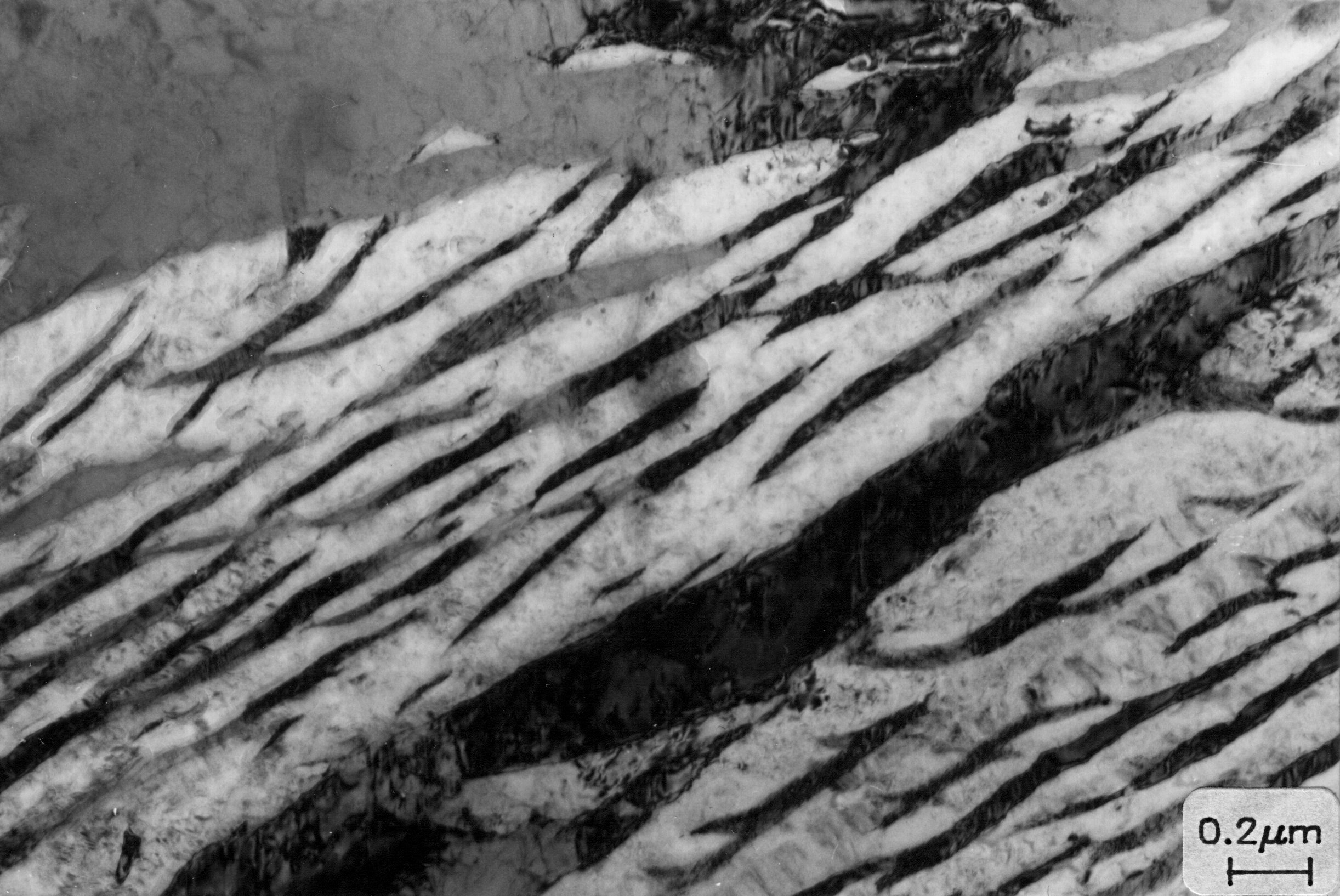
図3: T_{u}=350℃にて2 h保持した80Si13鋼のミクロ組織（21,000倍）

ベイナイト変態が起きる温度範囲においては、マトリックス原子は拡散しないのに対して炭素や窒素のような溶質元素は極めてよく拡散する。
まずは剪断説にて説明する。オーステナイトとフェライトの相界面は整合しており、界面転位からなっているともみなせる。変態はこの界面の熱活性なすべりにより、マトリックス原子の位置の変化を伴わずに進む。この剪断誘起の、マルテンサイト変態は侵入型元素の拡散に支配され、界面の移動と比べ遅くなる。
バーデシア（Bhadeshia）は、格子の剪断と炭素の拡散という二つの機構が、変態界面の熱活性化運動に関連しているとみなしている。変態前の潜伏期間中に、生成相の自由エンタルピーを減らして界面運動の駆動力を増加させる、次なる活性化現象の拡散機構が起こりうる。障害を超えてから、拡散機構による障害に遭遇するまで変態界面は自由に、瞬間的にはマルテンサイト変態と同程度（音速程度）の速度で進むと考える。言い換えると、剪断説ではサブユニットが一定の大きさまで成長する間に過飽和炭素の拡散が起こり、やがて次のサブユニットの核生成過程が飛び飛びに繰り返されると考える。ベイナイト変態が飛び飛びに進むとする考察は前述のミクロ組織の観察に基づく。しかしながら、根本によるin-situ観察では、マルテンサイト変態よりも非常に遅い速度でベイナイト変態が連続的に進む様子が観察されている。
一方、拡散説のモデルはこの考え（剪断説）と対照的であり、ベイニティックフェライトの成長が拡散支配のレッジ（ステップ）運動がα‐γ界面にて起こり、ウイドマンサイト構造を持つ初析フェライトの生成と関連付けて議論される。サンドビック（Sandvik）はしかしながら、変態がベイニティックフェライトプレート成長に伴うオーステナイト側の変形双晶を越えて起き、フェライト中の格子欠陥として認められると報告している。レッジの拡散運動に支配された変態は、格子の整合性が乱れるために、双晶境界にて止まらなければならない。また、フェライト中の格子欠陥の存在は通常の拡散変態とは異なる。ダーメン（Dahamen）は表面起伏は拡散変態であっても起こる事実から、表面起伏の存在は変態を剪断支配とする明白な根拠とならないと述べている。

## 熱力学
変態の駆動力は生成過程と生成相の自由エンタルピーの差によって決まる。つまり必ずしも平衡相にはならず、自由エンタルピーは生成過程と大きな差がある。マルテンサイト及びベイナイト変態のいずれも準安定状態につながる。これらの状態は最小及び遷移しうる状態と関係した平衡状態についてのエネルギーを持ち、平衡するためにエネルギーを放出する。このような準安定状態は、例えば炭素リッチなフェライトが安定なε炭化物となるようなベイナイト変態時などに生じうる。また、相間の自由エンタルピーの差による濃度勾配は非常に生じにくく、準安定状態につながる。

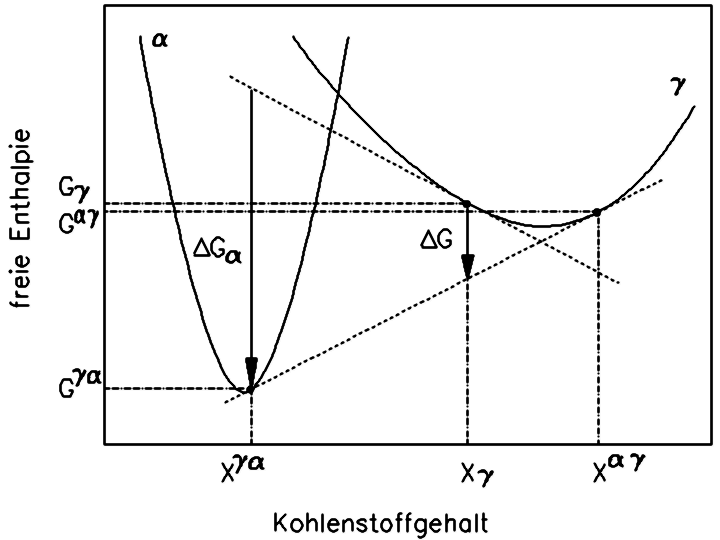
図4: α−γ変態の自由エンタルピーの釣り合い

図4にα及びγ相の自由エンタルピーに及ぼす炭素濃度の依存性を示す。Xγの炭素濃度を持つγ相が平衡反応により、Xγαの炭素濃度を持つα相とXαγの炭素濃度を持つγ相に分かれる。この二つの平衡濃度は次式の接線となる。
{\displaystyle \Delta G(X)=G^{\gamma \alpha }+(X-X^{\gamma \alpha }){\frac {G^{\alpha \gamma }-G^{\gamma \alpha }}{X^{\alpha \gamma }-X^{\gamma \alpha }}},}
ここでα相とγ相の自由エンタルビーと炭素濃度の関係は双曲線関数として与えられる。
強い炭素の拡散分配がα相の炭素濃度Xγαとγ相の炭素濃度Xαγで起こり、ここで、γ相の自由エンタルピーはGγからGαγへ低下し、同時に変態してα相となった体積の自由エンタルピーはGγαまで低下する。系全体の自由エンタルピーはΔG減少し、変態のための駆動力はΔGαとして与えられる。
非平衡反応の条件に置き換えたときの駆動力は、生成した相のXγα或いはXαγの異なる炭素濃度として与えられる。図5にオーステナイト相の濃度をXγ、フェライト相の濃度をXα > Xγαとした場合を示す。純粋な拡散支配変態においては、駆動力ΔGαは専ら相界面前方の拡散領域の移動で消費（散逸）して（ΔG = ΔGα）、その炭素濃度はXm < Xαγとなる。しかしながら、もし相界面のΔGsに加えて剪断が誘起されるなら、相界面の移動において協調的な原子の移動が必要となり、その場所の炭素濃度はXi < Xmとなる。

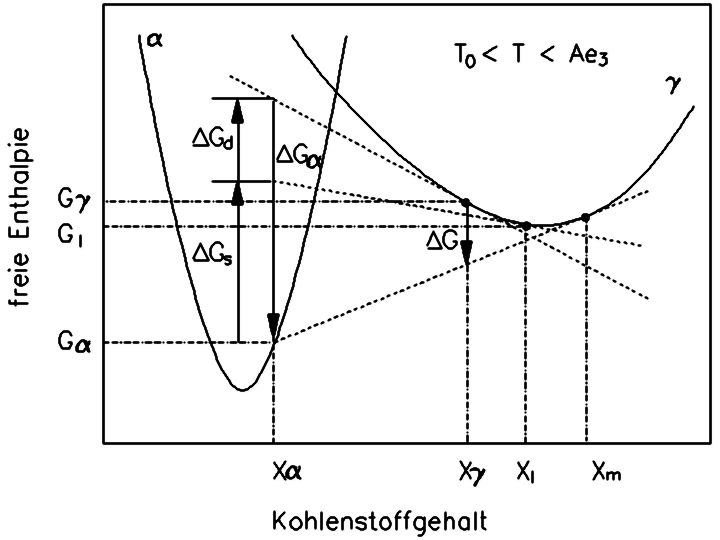
図5: 拡散と剪断が作用したときの自由エンタルピーの分配

ΔGαのΔGdとΔGsの分配は拡散が剪断と同じ速度の場合の結果である。この拡散と剪断の結びつきは、図14に示すように移動界面の前方に炭素が濃化するためである。オーステナイト相の炭素の濃化Xiは変態界面に影響を与える。オーステナイト相からの炭素の拡散は、オーステナイトの炭素濃度Xγを増加させる（図14の破線）。XγがXmの値に達するのは、系のエンタルピーの損失がΔG以上にならないために、更なる反応があっても不可能である。ベイナイト変態の停止は例えば炭化物を生成させてXを下げることにより、再開は温度を低くすることでできることになる。

## 残留オーステナイト
ベイナイト変態が完全に終わるためにはオーステナイトから炭化物ができることが必要である。炭化物は多量の炭素を吸収するため、炭化物周囲のオーステナイトの炭素濃度は大きく落ち込む。オーステナイト中の炭素が濃化すると、―前述のように―変態を止めることが可能となる。例えば合金元素として珪素（Si）を添加すると、炭化物を形成して変態が停止して、多量のオーステナイトが変態しなくなり、室温まで焼入れると、部分的に残留オーステナイトを得ることができる。この残留オーステナイト量は変態を終わらせたオーステナイトのマルテンサイト変態の開始温度（Ms点）に依存する。

## 下部ベイナイト

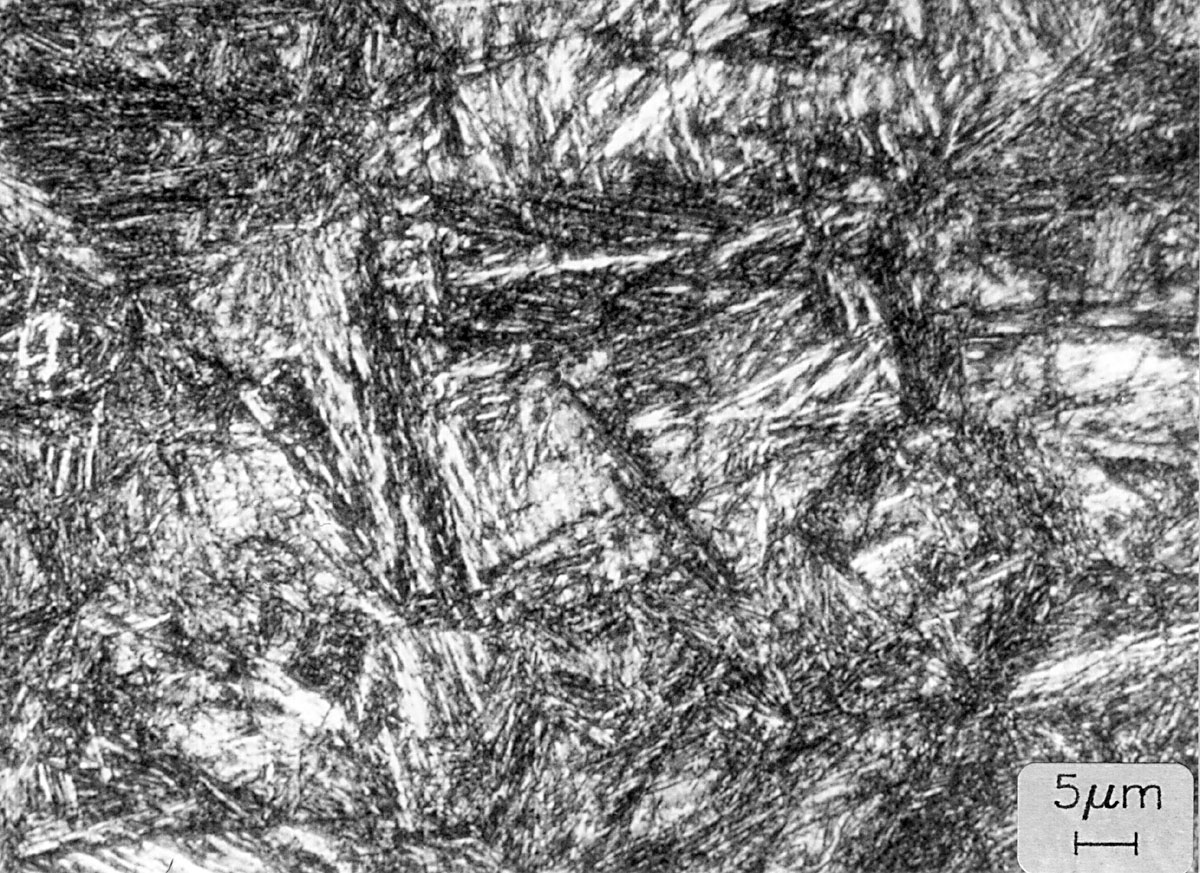
図6: T_{u}=250℃にて4 h保持した80Si13鋼のミクロ組織（1,200倍）

下部ベイナイトは上部ベイナイトよりも低温かつマルテンサイト変態開始温度以上の温度で変態させたときに得られるミクロ組織である。理論的には、下部ベイナイトはマルテンサイト変態終了温度（Mf点）までの温度で生成しうる。図6は珪素を含む80Si10鋼の下部ベイナイト組織である。

### 変態の動力学
バスデバン（Vasudevan）及びグラハム（Graham）、アクソン（Axon）らは350℃以下の温度でベイナイト変態させた時の変態速度と、下部ベイナイト組織の性質を報告している。その中で下部ベイナイトの成長に要する活性化エネルギーは14,000 cal/mol (0.61 eV)であることから、過飽和フェライトにおける炭素の拡散と関係があり、変態速度が炭素の拡散速度に律速されると論じている。これは炭素量の増加によって、α→γ変態時の体積膨張が低い変態温度で起こるようになるためと述べている。
ラドクリフ（Radcliffe）とローラソン（Rollason）は下部ベイナイトの生成に要する活性化エネルギーは7,500から13,000 cal/mol (0.33-0.56 eV)、バーフォード（Barford）は14,500から16,500 cal/mol (0.63-0.72 eV)と報告している。これらは下部ベイナイトの変態がいくつかの機構に分けられることを示唆する。

### 変態界面前方の炭素の分配

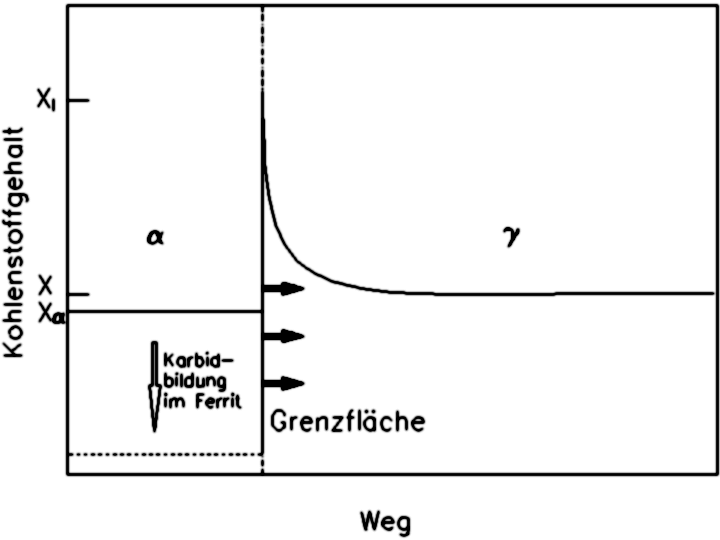
図7: 下部ベイナイトのα－γ界面近傍の炭素濃度勾配

低い変態温度においては、オーステナイト中の炭素の拡散速度が小さくなるのにも拘わらず、大きい変態速度が得られていることから、炭素の拡散と剪断機構が同時に働いているとは考えがたい。
そこで、剪断説ではまず最初に相界面近傍の炭素を完全に過飽和したオーステナイトがマルテンサイトに変態してから、炭素が拡散してフェライト（マルテンサイト）の炭素濃度がオーステナイトとほぼ同じになると考える。図7にその模式図を示す。ここでは、フェライト中に炭化物を析出するか、残存するオーステナイトに炭素を拡散することで、フェライトの高い炭素濃度が低下することとなる。

### 炭化物の析出

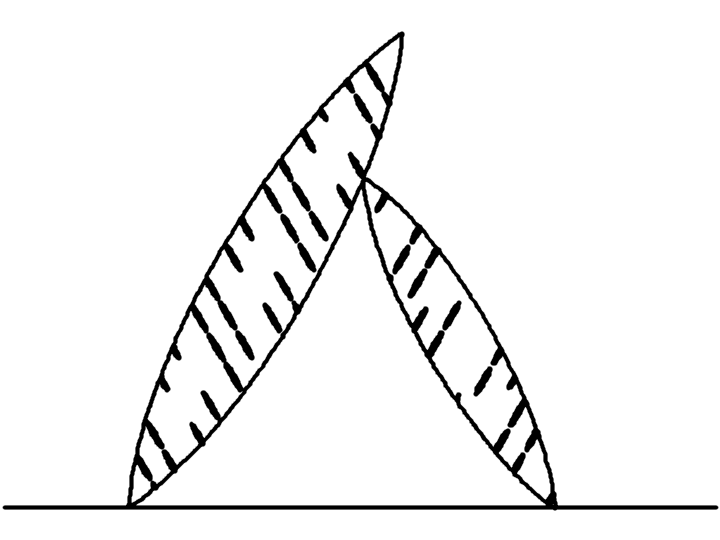
図8: 下部ベイナイト中に析出した炭化物の模式図

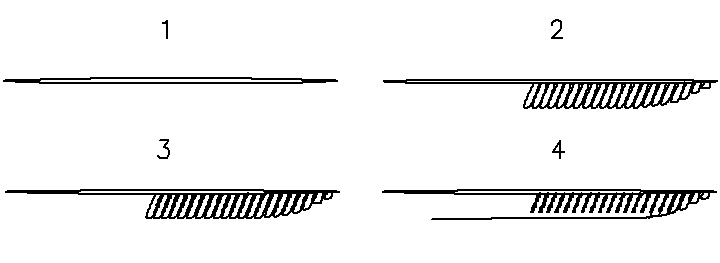
図9: 下部ベイナイト組織の形成の概略

初期の考察では、下部ベイナイトの生成においては界面エネルギーを最小化するように、オーステナイトとの界面から直截炭化物を析出すると考えられていた。バーデシア（Bhadeshia）は変態中にフェライトから炭化物が析出することを確認している。
焼戻しマルテンサイトと同様に、ベイニティックフェライトプレートの内部にプレートの方向と約60°の角度に同じ結晶方位を持つ炭化物が析出する（図8を参照）。その一次相は常にε炭化物（Fe2.4C）であり、長い時間をかけてセメンタイトとなっていく。相界面後方への炭化物析出は、フェライト中の炭素の飽和状態とミクロ組織の自由エンタルピーを低減させる。そして、炭化物の形状はひずみエネルギーが最少となる状態に対応し、その数及び分散状況は下部ベイナイトの良好な機械的性質を担う。
ベイニティックフェライトプレートに対して60°の角度で析出したε炭化物は、変形双晶の生成を促すと推察されてきた。しかし、ベイニティックフェライトプレート中に析出した炭化物の方向と双晶の結晶方位の間に関係は認められず、そのため、炭化物の析出が配向のエネルギー的な原因であると推察される。
しかしながら、変形でできたオーステナイトの双晶を超えてベイニティックフェライトプレートが成長する。剪断説では、これらのオーステナイトの双晶は相界面前方のオーステナイトを剪断させて、Bcc格子に『変態』させ、変態中の格子欠陥に炭化物が析出すると考える。なぜ炭化物が双晶面でなくフェライトの晶癖面に析出するのかは、このように説明される。
拡散説によれば、炭化物の生成機構はスパノス（Spanos）及びファン（Fang）、アーロンソン（Aaronson）らにより、図9に示す模式図にて次のように説明される。細長いフェライトの核(1)が生じた後、次の段階として二次的な核生成がフェライトの核から起こる(2)。フェライトに囲まれたオーステナイトは、（固溶限の違いから）炭化物になるまでフェライトから拡散してきた炭素を濃縮する(3)。最後の段階として、炭化物の周りの空隙は―炭素鋼の場合は―更なるオーステナイトの変態により埋められる。一つのフェライト中でユニット間の既存の方位差を補うように小傾角境界が移動して、それ以前の境界がほぼ見えなくなる(4)。

### 結晶方位関係
バーデシア（Bhadeshia）は下部ベイナイトにおいては、変態前後のオーステナイトとベイニティックフェライトの間にクルジモフ‐ザックスの関係（Kurdjumov-Sachs relation, K-S関係）が成り立つと報告している。
(2.6)
{\displaystyle (0{\overline {1}}1)_{\alpha }\|(111)_{\gamma }}
{\displaystyle [1{\overline {1}}{\overline {1}}]_{\alpha }\|[{\overline {1}}10]_{\gamma }}
同時に、西山‐Wassermannの関係（Nishiyama-Wassermann relation、N-W関係）も満たす。
(2.7)
{\displaystyle (011)_{\alpha }\|(111)_{\gamma }}
{\displaystyle [0{\overline {1}}1]_{\alpha }\|[{\overline {1}}{\overline {1}}2]_{\gamma }}
両者の関係は約5°のみ異なる。下部ベイナイトのベイニティックフェライトとセメンタイトの間には方位関係が成り立つ。
(2.8)
{\displaystyle (00{\overline {1}})_{Fe_{3}C}\|(112)_{\alpha }}
{\displaystyle [100]_{Fe_{3}C}\|[1{\overline {1}}0]_{\alpha }}
{\displaystyle [010]_{Fe_{3}C}\|[111]_{\alpha }}
しかしながら、最近の研究においてバガリャツスキー（Bagaryatski）は
(2.9)
{\displaystyle [100]_{Fe_{3}C}\|[1{\overline {1}}0]_{\alpha }}
{\displaystyle [010]_{Fe_{3}C}\|[1{\overline {1}}{\overline {1}}]_{\alpha }}
{\displaystyle [001]_{Fe_{3}C}\|[211]_{\alpha }}
が適当であると報告している。シャクルトン（Shackleton）とケリー（Kelly）は下部ベイナイトのセメンタイトとオーステナイトの方位関係はないと報告している。 このことは下部ベイナイトのベイニティックフェライト中のセメンタイトが、オーステナイトから生じたものではないという結論を想起させる。
ε炭化物についてドラジル（Drazil）とポドラブスキー（Podrabsky）、スベジカー（Svejcar）はオーステナイトとフェライトの方位関係を介して、
{\displaystyle (0001)_{\epsilon }\|(11{\overline {1}})_{\gamma }}
{\displaystyle (01{\overline {1}}0)_{\epsilon }\|(2{\overline {1}}1)_{\gamma }}
{\displaystyle (0001)_{\epsilon }\|({\overline {1}}01)_{\alpha }}
{\displaystyle (0{\overline {1}}10)_{\epsilon }\|(1{\overline {2}}1)_{\alpha }}
と書き表した。しかるに、方位関係から、ε炭化物がベイニティックフェライト或いはオーステナイトから生じたかを決めることはできない。

### 残留オーステナイトの安定化
下部ベイナイトの低い変態温度においては炭素の拡散がほとんど起きないために、通常ベイナイト変態は完全に進み、結果として残留オーステナイトはないかあってもわずかとなる。しかしながら、もし急冷（焼入れ）により変態を途中で止めた場合は、炭素量や合金元素によっては、ベイナイトになっていない未変態のオーステナイトがマルテンサイトに変態するか、残留オーステナイトとして残存することになる。
合金元素としての珪素の添加は炭素が過飽和したフェライトにおける炭素の拡散を抑制する。そのため、ベイナイト変態が停止されるまで、炭素は未変態オーステナイトに拡散して炭素が濃化する。ここで未変態オーステナイトに炭素が非常に富化すると、未変態オーステナイトは室温でマルテンサイト変態する。

## 下部から上部ベイナイトへの遷移温度

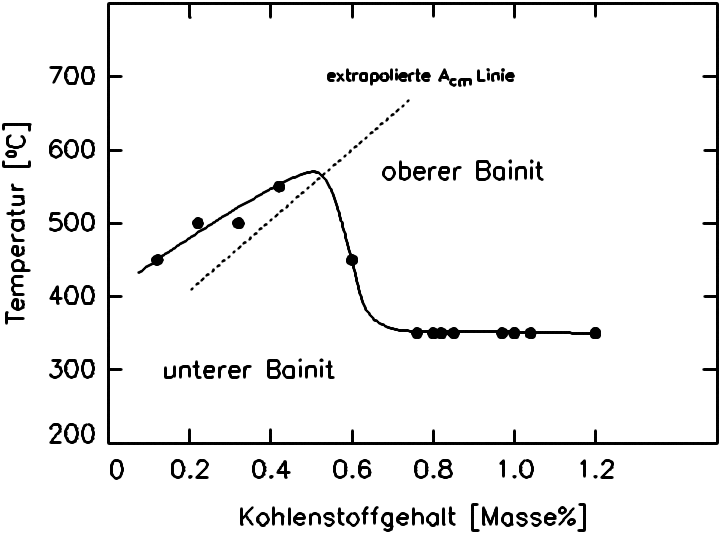
図10: 下部から上部ベイナイトに遷移する温度に及ぼす炭素量の影響

その他のベイナイト変態における議論の多い点は、下部から上部ベイナイトへの遷移があることである。それは―図10に示すように―炭素量を0.5 mass%に増加させると400℃から約550℃に上昇すると信じられている。炭素量の増加に伴って、炭素を大きく飽和したフェライトが一定の速度で変態するようになり、オーステナイト中の炭素の拡散が遅くなる。従って、炭化物を析出するようにオーステナイト中で炭素が充分に拡散するためには、高い変態温度が必要となる。 一方、合金状態がFe-Fe3C状態図のAcm線の外挿線を超えると、合金は準過共析としてオーステナイトから炭化物を析出するようになり、上部ベイナイトを生成する。従って、炭素濃度を0.7 mass%以上にすると遷移温度は350℃に低下する。この温度以下ではオーステナイト中の炭化物の析出が遅くなり、下部ベイナイトを生成する。

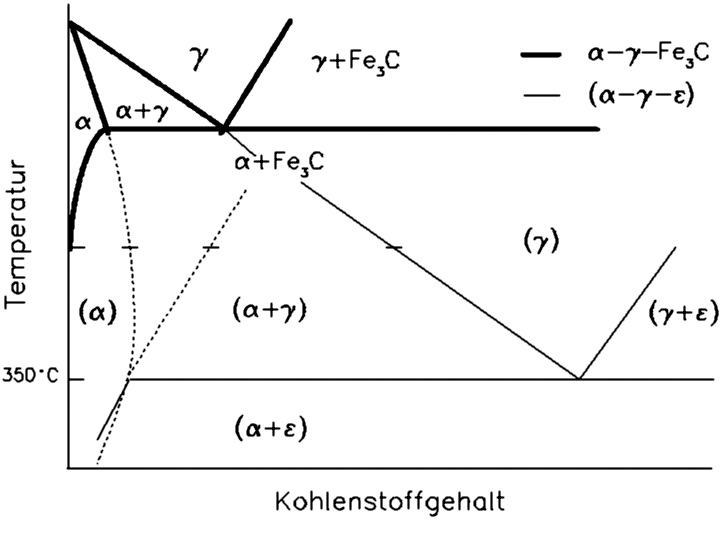
図11: Fe-Fe_{3}C系及びFe-ε準安定系の状態図

少ない炭素量では遷移温度が大きく上昇して、まだフェライトから炭化物が析出するような高い温度になる。上部ベイナイトの生成過程、特に長い時間をかけた変態がそうであるが、オーステナイトへの炭素の富化と炭素過飽和のフェライトが増加し、更にフェライト中に炭化物が析出するために、（下部ベイナイトが生じなくなり）変態機構の移行が認められなくなる。この挙動はむしろ、準安定なFe－ε系の状態図上の上部から下部ベイナイトへの遷移に帰結する。図11に350℃以下のフェライトからのε炭化物排出の概念図を示す。これによれば、炭素量によらず遷移温度は350℃で一定であることになる。この考えに基づくと、ε炭化物の排出は下部ベイナイトの生成に最も重要な機構であることになる。析出した準安定なε炭化物は長い時間をかけて安定なセメンタイトに変っていく。

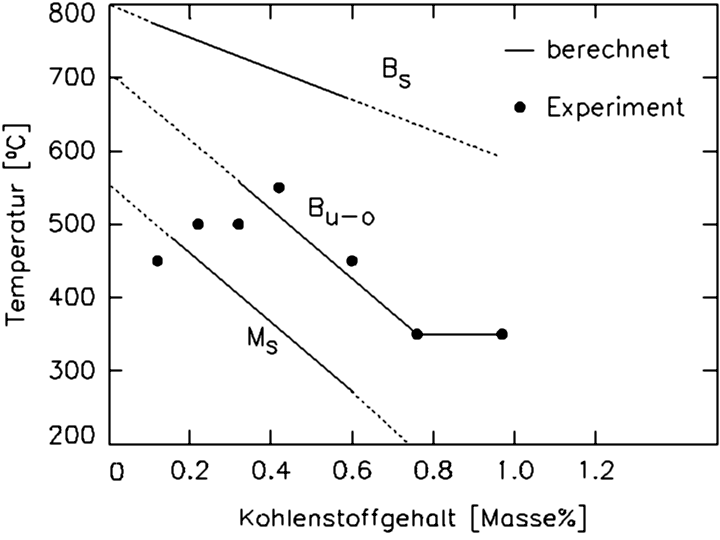
図12: 下部ベイナイトに関係する、ベイナイト及びマルテンサイト変態開始温度（B_{s}及びM_{s}点）に及ぼす炭素量の影響

その他の遷移温度に対する見解として、次のようなものが提案されている: 遷移温度以下では、異なる動力学と変態温度（Bs点とMs点）を持つ、ベイナイト変態からマルテンサイト変態へ、変態機構の遷移が起きる（図12参照）。遷移温度の上昇は、下部ベイナイトの変態に必要な駆動力と炭素量による過冷という、炭素量低下に伴う二つの異なる曲線のために起こる。実験的に観察される、低炭素量における遷移温度の低下はここでは焼入れ性の問題と同一視される。オーステナイトの分解は非常に短時間のうちに始まるために、冷却すると直ちに上部ベイナイトの変態温度に達する。低い変態温度は、試験片の冷却が充分速かったためである。過飽和フェライトからのε炭化物の生成はオーステナイトから炭素が拡散して排出される過程として表される。フェライト中に存在する炭素からのε炭化物生成は、実験的には専ら高炭素鋼でのみ観察される。

## 上部ベイナイト

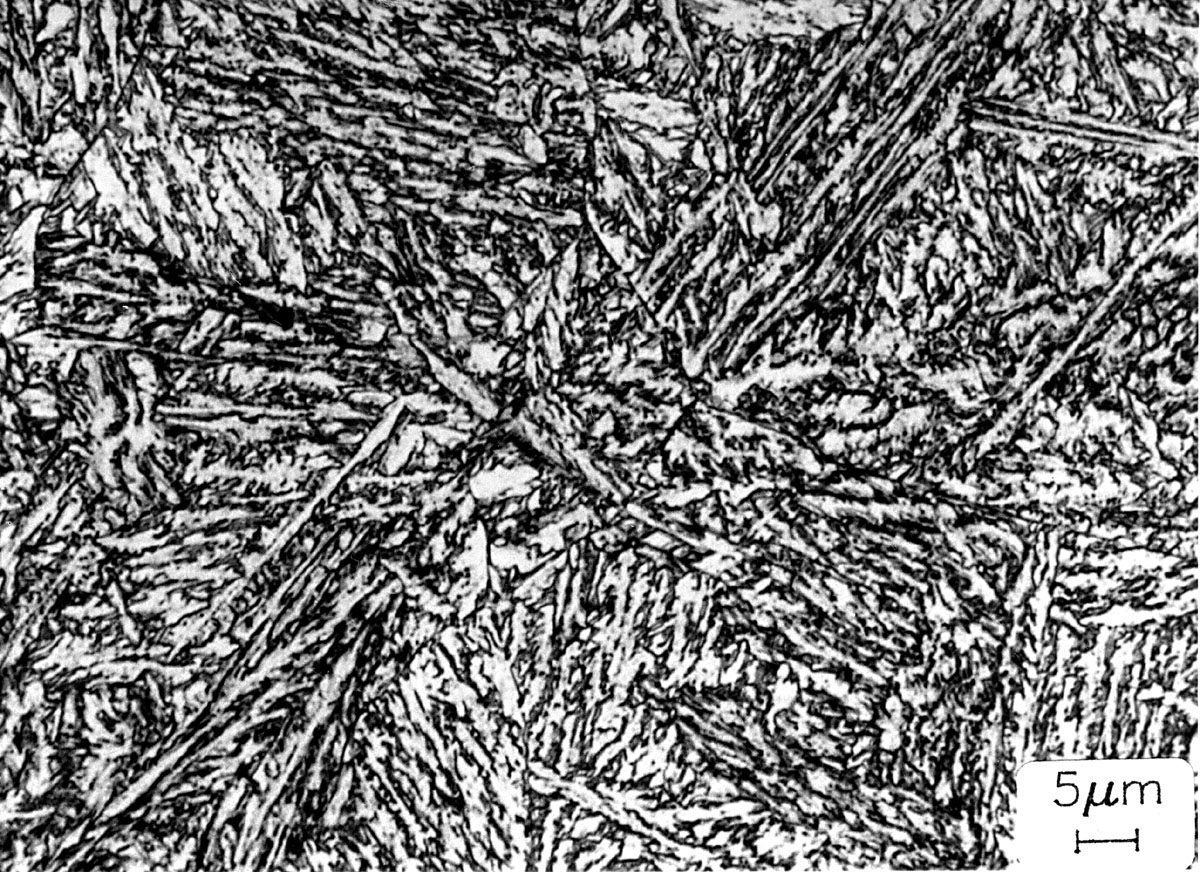
図13: T_{u}=450℃に4 h保持して変態させた80Si10鋼のミクロ組織（1,200倍）

パーライト変態温度以下かつ下部ベイナイト生成域の上方の領域において、上部ベイナイトが生成する。そのオーステナイト中の炭素の拡散はこの相変態に対して決定的に働く。図13に珪素鋼80Su10鋼の上部ベイナイトのミクロ組織を示す。

### 変態の動力学
350から400℃の温度範囲においては、変態の活性化エネルギーはγ鉄中の炭素拡散のそれ（1.34 eV）にほぼ相当する、34,000 cal/mol（1.48 eV）と測定される。350℃以下においては、フェライト中に一定の平衡濃度に近い0.3%の炭素量が観察され、その際、試験片が保持される変態温度の上昇に伴って線形に減少する様子が観察される。
また、上部ベイナイト生成の活性化エネルギーは18,000から32,000 cal/mol（0.78から1.39 eV）、或いは22,000から30,000 cal/mol（0.95から1.30 eV）が測定されている。

### 変態界面前方の炭素の分配

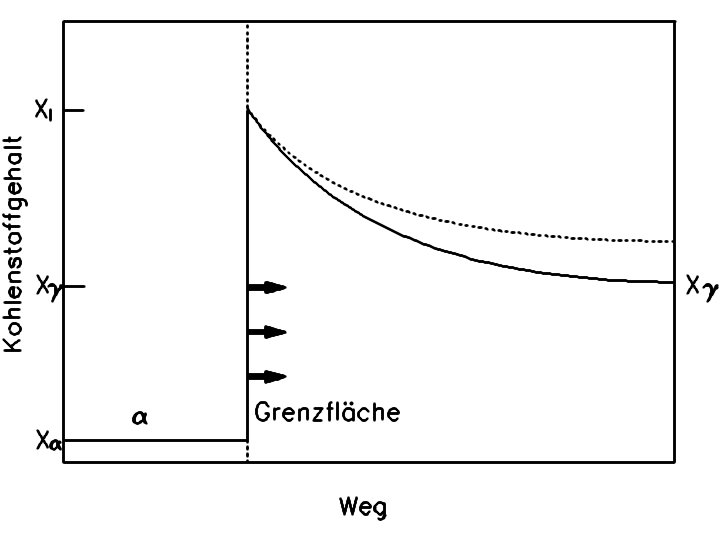
図14: ベイナイト変態の移動相界面近傍の炭素濃度勾配

上部ベイナイトのベイニティックフェライトに含まれる炭素は、炭素過飽和であるにも拘わらずオーステナイト内に存在している。この過飽和オーステナイトは、高い変態温度においてはオーステナイト中の拡散により体積が減少して、（残ったオーステナイトに）炭素が強く濃縮する。剪断説と拡散説ともに上部ベイナイトにおいて炭素が変態界面前方のオーステナイト相に濃縮する点は一致するものの、剪断説で350℃以下で過飽和のベイニティックフェライトプレートが生成（して飽和炭素が炭化物として析出）すると考えることと、350℃以上で炭素が飽和していないベイニティックフェライトプレートが生成すると考えることの間には相当の無理がある。
低い変態温度の場合は、オーステナイト中の炭素の拡散が遅くなるために、この界面近傍で速い拡散が起ってある炭素量Xmに達する（図14）。このベイナイト変態は停止するまで素早く進むとともに、新たな二次的な核生成を可能とする。これらにより、変態温度の低下によってベイナイトラスの幅が小さくなり数が増加することが説明される。炭化物の生成によりオーステナイトに強く濃化した炭素が低減され、炭化物の生成が起こりうるなら、例えば珪素を多く含む鋼のように、ミクロ組織中に多量の残留オーステナイトが存在できるようになる。

### 炭化物の生成

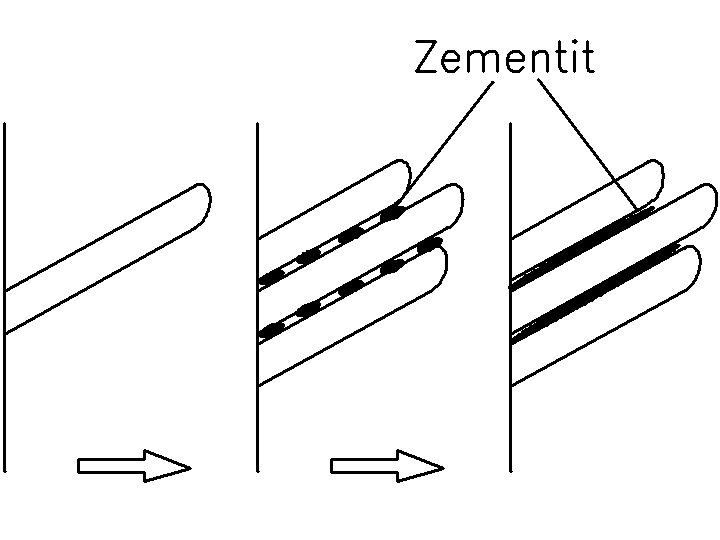
図15: 上部ベイナイト中の炭化物析出形態の模式図

成長するベイニティックフェライトラスに囲まれたオーステナイトには、炭素が強く濃化しているため、オーステナイトから炭化物を析出することが可能となる。セメンタイトは常に炭素が濃化したオーステナイトから生じ、上部ベイナイトの炭化物は常にベイニティックフェライトのラスの境界に沿ってフィルム状に連続的に並ぶ形で生じる（図15）。合金中の炭素量が増加すると、ベイニティックフェライトの幅が細くなり、炭化物のフィルムは不連続かつ頻繁に生じるようになる。ベイニティックフェライトプレートの生成後に、周囲のオーステナイトに生じる張力を緩和する形で炭化物が生成することが確認される。炭化物とオーステナイト、フェライトの間の結晶方位の関係は、（剪断説で主張される）格子剪断で上部ベイナイトに生じる炭化物と同様であることがわかっている。剪断説に反論するアーロンソン（Aaronson）は、ベイニティックフェライトの生成もこの炭化物と同じく拡散支配の変態であると説明している。

### 結晶方位関係
上部ベイナイトのオーステナイトとフェライトの間に、下部ベイナイトでも有効な、西山‐ワッセルマン（Nishiyama-Wasserman relation, N-W関係）が認められる。正確な回折像の結果の枠内では、K-S関係も同様に有効かもしれない。ピッチ（Pitsch）はセメンタイトとオーステナイトの間の結晶方位に、
{\displaystyle (010)_{Fe_{3}C}\|(110)_{\gamma }}
{\displaystyle [001]_{Fe_{3}C}\|[{\overline {2}}25]_{\gamma }}
{\displaystyle [100]_{Fe_{3}C}\|[5{\overline {5}}4]_{\gamma }}
が成り立つことを示しているのに対し、ピッカリング（Pickering）は
{\displaystyle (010)_{Fe_{3}C}\|(110)_{\gamma }}
{\displaystyle [001]_{Fe_{3}C}\|[{\overline {1}}12]_{\gamma }}
{\displaystyle [100]_{Fe_{3}C}\|[1{\overline {1}}1]_{\gamma }}
を示している。
ピッカリングは、フェライトとセメンタイトの間に方位関係が一切認められないことから、このセメンタイトがフェライトから生じたものでなく、オーステナイトから生じたものであろうと結論づけている。

### 残留オーステナイトの安定化
オーステナイトへの炭素の強い濃縮が炭化物の生成中に緩和されるなら、ベイナイト変態は止まるかもしれない。この現象は動力学的な概念でベイナイトの『不完全変態現象』或いは『変態停留』と呼ばれる。不完全変態・変態停留の起こる温度域では、セメンタイトの核生成が阻害される。クロム或いは珪素の添加はこの現象を生じさせうる。これらを添加した場合、炭素の濃化したオーステナイトは室温まで急冷したときに安定化して、多量の残留オーステナイトとして残り、合金の機械的性質に大きな影響を与えるかもしれない。

## ベイナイトの生成に及ぼす合金元素の影響
変態機構の変化に及ぼす合金元素の働きが必ずしも比例的でないため、ベイナイトの生成に及ぼす合金元素の影響は複雑である。さらに悪いことに、それらの合金元素の影響は相互作用により阻害される。鉄との間に置換型固溶体を形成する合金元素は、ベイナイト変態温度域では置換型合金元素の拡散が起こらないために、ベイナイト変態に対して専ら間接的な影響しか与えない。そのため、合金元素は炭素の拡散速度を変えることによってベイナイトの成長の動力学に影響を与える。定性的には、マンガンやニッケル、クロム、珪素といった元素の減少はベイナイト変態開始温度を高め、変態時間を長くする。一方、クロムやモリブデン、バナジウム、タングステンといった元素は恒温変態曲線図（TTT図）中のパーライト域とベイナイト域を分離させて変態停留域を生じさせる。
- 炭素はベイナイトの形態に関して、本質的な影響因子である。炭素量の増加とともに、炭素の拡散が妨げられるためにベイニティックフェライトの幅方向の成長が停まり、ベイニティックフェライトは細かく数も多くなる。その上に炭素量の増加は、（下部ベイナイトの場合）フェライトから、（上部ベイナイトの場合）オーステナイトからの炭化物の生成を促す。炭素量の増加は潜伏期間を伸ばしベイナイト変態開始温度（Bs点）の低下を引き起こす。

- クロムの添加は、炭素の添加と同様に潜伏期間を伸ばし、Bs点を低下させる。このオーステナイトの安定性の強化は、（TTT図の）温度域の上に変態の起こらない長い時間をもたらし、変態停留域を生じさせる。

- 珪素はFe-Fe3C系の準安定系状態図におけるAC1とAC3温度を上昇させるとともに、炭素の共析濃度を低い側に移動させる。パーライトとベイナイトの生成における動力学に対しては珪素はほとんど影響を与えない[41]。また、珪素はセメンタイトに固溶しない。

- マンガンはパーライト並びにベイナイト変態域におけるオーステナイトの安定性を大きく向上させる[42]ため、 マンガン鋼は大きな残留オーステナイト量をもたらしうるとともに、ベイナイト域の変態時間を長くする。 このベイナイト変態（で生じた残留オーステナイトによる機械的性質の低下）は、調質（焼戻し）によって改善される。マンガンはセメンタイト中に固溶でき、そして炭素との間にセメンタイトと同様の構造を持つMn3C炭化物を形成する。

- ニッケルの添加はクロム或いはマンガンと同様にBs点を下げる効果を持つ。しかし、高いニッケル量は鋼が完全にベイナイト変態するのを拘束する。例えば、4%のニッケルの添加はマルテンサイト変態開始温度を約10℃上昇させて、ベイナイト変態域を狭めることとなる[43]。

- モリブデンはAC1に影響を及ぼすことなくAC3温度を上昇させ、初析フェライト析出とパーライトの生成を遅くする[44]。これより、モリブデンを多く添加することで、ベイナイト変態域より高い温度の冷却中にフェライト若しくはパーライトを生成することがなくなる。

- フェライト及びパーライトの生成は硼素により強く遅らされる。（TTT図上の）パーライト域は長時間側に移動するのに対して、ベイナイト域は影響を受けない。そのため、連続冷却変態でも完全なベイナイト単一のミクロ組織を得ることができるようになる。その際に重要なのは、硼窒化物が生じると脆化の原因となるので、窒素をアルミニウムやチタンで固定することである。

## 珪素鋼のベイナイト変態

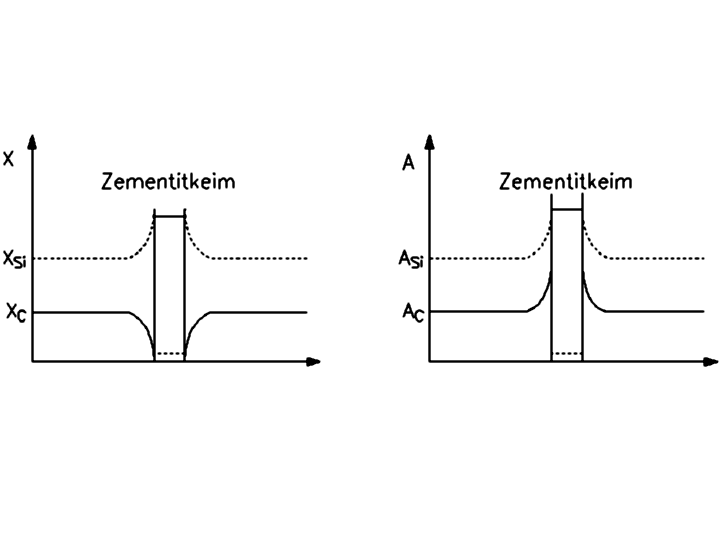
図16: セメンタイトの核生成に伴なうSi及びCの濃度X（図中左）並びにSi及びCの活量A（図中右）分布の変化

珪素鋼においては、前述の珪素を含まない鋼のベイナイト変態の機構と比べて、珪素によってセメンタイトの生成を抑制される特徴がある。炭化物の形成が完全なベイナイト変態の前提であるため、セメンタイトの生成が抑制される珪素鋼は不完全な変態となり、高い残留オーステナイト量を持つこととなる。変態生成物は生成後の炭化物生成によって変化しないため、珪素鋼の研究はベイニティックフェライトの生成機構を解明するための重要な方法を供することができる。
珪素はセメンタイトに実質的に不溶である。セメンタイト核の成長は排出される珪素の拡散に支配され、ベイナイトの生成は変態温度でゆっくりと進むことになる。このセメンタイト核の生成による珪素の濃度勾配によって、局部的に炭素の活量が強く上昇する（図16参照）。そのために、セメンタイト核における炭素の移動が減少し、核は成長し続けることができなくなる。
珪素鋼の上部ベイナイト域における変態は炭化物の生成が二段階に分かれるために進みづらくなる。第一段階では、ベイニテッィクフェライトの生成が非常に速い速度で進み、周囲のオーステナイトに炭素が強く濃縮される。第二段階では、珪素鋼ではとても長い時間の後に、この炭素が濃化したオーステナイトから炭化物が生成する。オーステナイトの炭素量低減によってフェライトの生成を継続して進めることができ、ベイニティックフェライトプレートの横方向への成長により二次的なフェライトが生成する。下部ベイナイト域においては、珪素がε炭化物の生成に小さな影響しか与えないために、フェライトからのε炭化物の生成は短い時間で進む。しかし、セメンタイト中のε炭化物の変態は珪素の存在により制約される。この下部ベイナイトの炭化物の生成は、上部ベイナイトよりも少ない残留オーステナイト量となる。この炭化物には相当な量の珪素が含まれるために、セメンタイトとしては識別されない。ローリグ（Röhrig）とドラジル（Dorazil）は上部ベイナイト変態の温度域に長時間保持すると炭化珪素ができることを報告している。
大きな珪素量と350℃から400℃の変態温度においては、合金の機械的性質に悪影響を与える、炭素が濃縮した残留オーステナイトが多量に生じうる。成長するベイニティックフェライトに囲まれたオーステナイトにおいて、局所的に炭素が濃化したオーステナイトに変形双晶が観察される。

## 変態停留・不完全変態現象
ベイナイト変態はBs点に近づくにつれて不完全に進行するようになり、Bs点で変態が止まる様子が観察される。いくらかの何も起こらない時間の後に、パーライトの生成が始まる。ここで合金元素を添加すると、パーライト変態温度域の上昇或いはベイナイト変態域の低温側への移動が起こり、この変態温度域で変態に非常に長い時間がかかるようになる。この現象は高温で炭化物の生成が抑制されるためと説明される。この変態が停止するまでの短い時間のうちに、オーステナイトに素早く炭素が濃縮する。
この不完全変態現象或いは変態停留と呼ばれる現象はベイナイト変態機構をめぐる論争の中の大きな論点の一つとなっている。しかし注意しなければならないのは、この現象のベイナイト変態は完全に停止するのではなく、長い時間の後に完全に進むことである。したがって、現象については変態停留、途中で変態を止めることについては不完全変態という用語が適当であろう。
ブラッドレイ（Bradley）とアーロンソン（Aaronson）は変態停留領域について『ソリュートドラッグ効果』（溶質ドラッグ効果、英: solute drag like effect、SDLE）で説明している。このモデルは、ベイナイト変態域において侵入型原子（炭素）の拡散中に、置換型原子が自由に移動できずに相界面に濃化すると考える。この原子のそばでは炭素活量が減り、オーステナイト中のフェライトの炭素拡散の駆動力が低下する。この効果は変態速度を低下させ、極端な場合は濃化した相界面の移動は、この界面に炭化物を形成することによって、停止状態になる。
バーデシア（Bhadeshia）とエドモンズ（Edmonds）は直接の意見表示として、合金元素を添加した場合を例として、炭素活量の低下が変態の停留原因とならないと反論している。加えて、SDLEはベイナイトとパーライトの間の変態停留の領域は説明できるものの、下部ベイナイトと上部ベイナイトの間に認められる二次的な変態停留を説明できないと論じている。

## ベイナイト組織を持つ鉄基合金の機械的性質

### 強化機構
ベイナイト組織では結晶粒界強化と転位強化、分散強化といった強化機構が働く。
結晶粒界強化においては、ベイナイト組織の微細構造における結晶粒径を如何に定義するかが問題となる。一つの方法は結晶粒径を旧オーステナイト粒径とすることであり、間接的にベイニティックフェライトプレートの長さ及び、ベイナイトラスの集合体であるパケットの大きさと関係がある。エドモンズ（Edmonds）とコクラン（Cochrane）は強度特性と旧オーステナイト粒径の間に関係がなく、パケットの大きさとの間に、
{\displaystyle \sigma _{Latten}\propto l^{-1}}
の関係があることを発見している。
もう一つの方法は、それぞれのベイニティックフェライトプレートの幅を結晶粒径とすることであり、
{\displaystyle \sigma _{Kg}=\alpha _{3}\cdot d^{-{\frac {1}{2}}}}
のホール－ペッチの関係（Hall-Petch relationship）に対応する。これは変態温度の低下に伴って、ベイニティックフェライトプレートが細かくかつ多くなるのと同時に、強度の上昇が認められることに基づく。
変態後のベイニティックフェライトの転位密度は109から1010 cm-2に達する。この転位密度を持つために、変態温度の上昇に伴ってベイニティックフェライトの生成が少なくなり、より高温では、多くの炭化物が存在するようになる。
塑性変形においては、これらの転位のごく一部のみがすべり転位として働く。金属格子中のすべり転位の運動は、金属格子の立体構造の不動転位や溶解した不純物原子、炭化物、結晶粒界、相界面により妨げられる。転位強化の関与は定量的に、
{\displaystyle \sigma _{vers}=\alpha _{1}\cdot G\cdot b\cdot {\sqrt {\rho }}}
として見積もられる。ここでα1は定数、Gは剪断弾性係数、bはバーガースベクトルの大きさ、ρは全体の転位密度である。
すべり転位とそれぞれのすべり面上の侵入型原子或いは置換型原子との間には、
{\displaystyle \sigma _{MK}=\alpha _{2}\cdot G\cdot C^{M}}
の応力分配が成り立つ。ここでα2とMは定数、Cは不純物原子の濃度である。変態温度が低下するとベイニティックフェライトに固溶した炭素が増加するため、固溶強化が大きくなる。
上部ベイナイト中の炭化物はその量に応じて強度特性に影響を与え、亀裂を発生・伝播しやすくする。ここで炭化物はベイニティックフェライトの界面にあるため、結晶粒内のすべり転位との相互作用は働かない。下部ベイナイトにおいては、フェライト中への炭化物析出は時効強化を引き起こし、
{\displaystyle \sigma _{K}=A\cdot n_{e}\ln \left({\frac {B}{n}}_{e}\right)}
の応力分配を与える。ここでneは1 mm2あたりの炭化物粒子の数、A及びBは定数である。
いくつかの相（または組織）からなる混合物の強度特性の決定には、
{\displaystyle \sigma =\sum _{i=1}^{N}{V_{i}\sigma _{i}}}
の混合則が用いられる。ここでNは全体の相の数、iは相を表わす変数、Viは相iの体積分率、σiは相iの強度パラメーターである。この概算は上部ベイナイトとマルテンサイトの混合組織に適当である。しかしながら、この式は下部ベイナイトとマルテンサイトの混合組織においては不適当である。残留オーステナイトがマルテンサイトに変態しない限り、残留オーステナイトを有するベイナイト混合組織の強度はこの式に従って評価できる。

### 機械的性質に及ぼす残留オーステナイトの影響
残留オーステナイトの高い延性と変態能のために、残留オーステナイトの量が多く独特の形態を持つ高珪素鋼の靱性は異なった特徴を示す。変形状態において、炭素が強く濃縮した残留オーステナイトはマルテンサイトに変態し、同時に炭素量の低い双晶がオーステナイトから生成する様子が観察される。最大の破断伸びとなる残留オーステナイト量は33から37 vol%と報告されており、それより高い残留オーステナイト量（50 vol%まで）では靱性が低下する。その理由は残留オーステナイトの形状に起因しており、少量の残留オーステナイトが針状のベイニティックフェライト中に存在する場合には、残留オーステナイトが硬いベイニティックフェライトの潤滑膜として働いて延性を改善する。この残留オーステナイトの延性への寄与（英: transformation induced plasticity、TRIP効果）は、その加工誘起マルテンサイトを非常に生じやすい性質のためであり、ある程度の残留オーステナイトの存在は引張試験の破断伸びを大きくする。残留オーステナイトが多く存在するようになると、残留オーステナイトがブロック状になっていき、変形機構が加工誘起マルテンサイトの生成から変形双晶の生成へ変化する。更に残留オーステナイト量が増加すると、ブロック状の残留オースナテイトの割合が大きくなり、残留オーステナイトの量が37 vol%を越えたところで破断伸びが減少に転じる。この関係は変態温度の上昇により破壊靱性値（KIC値）が低下することと対応する。

### 変形及び強度特性
恒温変態ベイナイトにはいくつかの利点がある。下部ベイナイト域においては、0.1から1.0%の炭素量を持つ鋼に、高い強度と良好な靱性を与える。なお、この鋼はクロムを0から1%、珪素を0.1から0.6%を含んでいる。変態温度を400から600℃にすると降伏比（YR、引張強さTSと降伏応力YSの比）が0.6から0.8に上昇する。焼入れ焼戻しでベイナイト化された調質鋼は焼ならし鋼よりも延性に優れ、その引張強さは850 N/mm2（850 MPa）以上にも達しうる。このベイナイトの良好な機械的性質は低い温度に保持することで得られる。更に破断伸び及び絞り、切欠き破壊靱性についても焼ならし鋼と比較して優れ、クリープ破断強度及び疲労強度、破断寿命もこの熱処理によって良好な影響を受ける。
下部から上部ベイナイトに移行すると、衝撃試験の延性脆性遷移温度（英: ductile-brittle transition temperature、DBTT）は著しく上昇する。高い変態温度で変態した上部ベイナイトは、下部ベイナイトと異なった炭化物構造を示しており、その劈開破面単位の大きさ（有効結晶粒径）はベイナイトコロニーの大きさに一致する。これは（下部ベイナイトにおける）マルテンサイトの存在が劈開破面単位を細かくしているためのようにも見える。
しばしばベイナイト組織を持つ鋼は低い降伏強度を示す。シェーバーは高温で不完全変態させた鋼の降伏応力について研究し、高い温度で変態させた場合に最大となると報告している。降伏応力の他に、疲労限度に対して不完全な変態は敏感であると述べている。
ベイナイト組織を持つ材料はその組織の疲労限度やクリープ強度の利点から、弁や皿ばねとして非常によく用いられる。ベイナイト変態させた試験片の疲労限度は焼入れした試験片よりも大きく、それらは可能な限り完全にベイナイト変態したものと考えられる。このベイナイト組織によって、内外の切欠き並びに破壊の起点となる応力集中点を除けるかもしれない。
ベイナイト変態は良好な機械的性質に限らず、遅れ割れ及び実用的な焼割れのない熱処理の観点から興味深い。ベイナイト組織は比較的高い変態温度であっても、焼入れマルテンサイト組織と同様にその非常に大きい変態の残留応力を緩和するために通常調質が施される。そのうえ、ベイナイト変態はマルテンサイト変態と比べてわずかであるが体積が変化しているのである。

### 室温における繰り返し変形（疲労）挙動
鋼の疲労はマッカーチ（Macherauch）によると次の4つの疲労段階: 弾塑性繰り返し荷重変位過程及び微小亀裂の発生過程、亀裂伝播過程、最終的な疲労破壊に分類される。焼入れ鋼は疲労破壊に先立って起きる、繰り返し荷重変位過程及び微小亀裂発生が支配的である。焼ならし鋼或いは調質鋼は亀裂伝播速度を保ったまま許容応力を大きくして、ある重要部品の寿命を伸ばせるかもしれない。

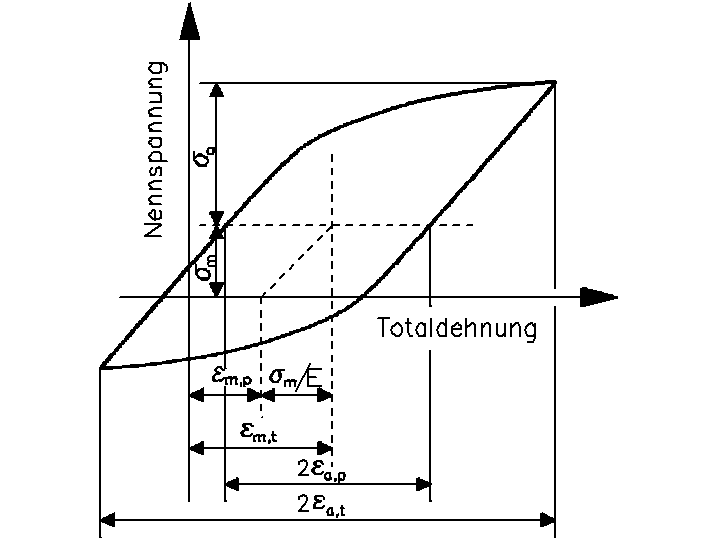
図17: 繰り返し荷重変位における公称応力‐全ひずみのヒステリシス曲線とその材料特性のバラメーター

弾塑性繰り返し荷重変位によって、図17に示す応力‐全ひずみ関係のヒステリシス曲線から、材料特性のパラメーターが得られる。応力制御の疲労試験では、繰り返し数Nの疲労荷重を与えたときの全ひずみ振幅εa,t及び塑性ひずみ振幅εa,pを求める。繰り返し荷重による硬化（軟化）はεa,p及びεa,tの減少（増加）として得られる。一方、ひずみ制御の疲労試験ではそれに対して応力振幅σa及び塑性ひずみ振幅εa,pの大きさを求める。繰り返し荷重による硬化（軟化）はεa,pの減少（増加）として得られる。横軸を破断したときの繰り返し数（限界繰り返し数）の対数に、縦軸に従属変数として応力振幅をプロットした結果は、一般にS-N曲線と呼ばれる。従属変数対のσaとεa,p、またはεa,tの関係性から、繰り返し応力‐ひずみ線図が得られる。これによって引張試験の応力‐ひずみ曲線のように、繰り返し引張のひずみと降伏応力を除けるかもしれない。
繰り返し荷重‐変位曲線は帰納的に繰り返し荷重時の材料特性を与える。焼ならし鋼は大抵、準弾性のある繰り返し回数の潜伏期間の後に、疲労限が繰り返し荷重による加工硬化と結びついて不安定化する様子が認められる。この不安定化は均一ひずみ域において発生し、その引張方向に沿って疲労リューダース帯が観察される。
調質鋼においても、潜伏期間を持った不安定化が認められ、亀裂の発生が促される。応力振幅の増大とともに潜伏期間は短くなり、寿命も短くなる。既存の非常に高い転位密度のために新たな転位の生成はありえそうになく、塑性変形するためには既存の転位構造を再配置しなければならない。硬化した材料の状態は、非平衡濃度の炭素原子と弾性変形の相互作用によって転位が集積する機会を与えるために、繰り返し荷重による加工硬化をもたらす。調質は固溶した炭素の濃度を低下させ、転位と炭素原子の相互作用の可能性を下げるともに、転位構造を変化させて軟化させる。

定常的な亀裂伝播段階においては、亀裂先端の繰り返し塑性変形が重要である。亀裂伝播は応力拡大係数ΔKに支配される。荷重変化に対する亀裂長さの増加は、定数c及びnを用いて、
{\displaystyle {\frac {da}{dN}}=c(\Delta K)^{n}}
と表わされる。dA/dnとΔKを両対数プロットすると両者の間に直線関係が認められる。閾値ΔK未満においては亀裂は一切増加しない。非常に高いΔKは、破面が不安定な亀裂成長となりやすい。

## 文献
- Axel Lünenbürger: Zum Umwandlungs- und Verformungsverhalten bainitisch-austenitischer Siliziumstähle. Hochschulschrift, Universität Karlsruhe (TH), Karlsruhe 1991. (Dissertation)
- Kay Meggers: Echtzeit Neutronen-Transmissionsuntersuchung der Austenit-Bainit Phasenumwandlungskinetik in Gusseisen. Hochschulschrift, Christian-Albrechts-Universität zu Kiel, Kiel 1995. (Dissertation)
- Hans-Jürgen Bargel (Hrsg.): Werkstoffkunde. Mit 204 Tabellen. 7., überarb. Aufl., Springer, Berlin u.a. 2000 (= Springer-Lehrbuch), ISBN 3-540-66855-1, S. 166 ff.
- Harshad K. D. H. Bhadeshia: Bainite in steels. Transformations, microstructure and properties. 2. rev. ed., IOM Communications, London 2001, ISBN 1-86125-112-2. (englisch) (Digitalisat, 英語, PDF-Data)
- Jürgen Ruge, Helmut Wohlfahrt: Technologie der Werkstoffe. Herstellung, Verarbeitung, Einsatz. Mit 68 Tabellen. 8., überarb. und erw. Aufl., Vieweg, Wiesbaden 2007 (= Studium Technik), ISBN 3-8348-0286-7, S. 67 ff. (Medienkombination; mit DVD-ROM)
- Dieter Liedtke: Wärmebehandlung von Eisenwerkstoffen. 1. Grundlagen und Anwendungen. 7., völlig neu bearb. Aufl., expert-Verl., Renningen 2007, ISBN 3-8169-2735-1, S. 20, 30, 63 ff.
- 榎本正人: 金属の相変態 材料組織の科学 入門, 内田老鶴圃, 2000, ISBN 4-7536-5613-6.